# 조안 파인만
조안 파인만(Joan Feynman, 1927년 3월 31일 ~ 2020년 7월 21일)은 미국의 천체물리학자이자 우주물리학자였다. 태양풍 입자와 장, 태양-지구 관계, 자기권 물리학 연구에 기여했다. 특히 파인만은 오로라의 기원에 대한 이해를 발전시킨 것으로 유명하다. 또한 우주선의 수명 동안 우주선에 충돌할 가능성이 있는 고에너지 입자의 수를 예측하는 모델을 만들고 흑점 주기를 예측하는 방법을 밝혀낸 것으로도 유명했다.